# Janssensia
Janssensia is een geslacht van halfvleugeligen uit de familie schuimcicaden (Cercopidae). De wetenschappelijke naam van dit geslacht is voor het eerst geldig gepubliceerd in 1954 door Lallemand.

## Soorten
Het geslacht Janssensia  is monotypisch en omvat slechts de volgende soort:
- Janssensia nyassae (Distant, 1878)